# (11212) Tebbutt
(11212) Tebbutt (1999 HS) – planetoida z pasa głównego asteroid okrążająca Słońce w ciągu 3,44 lat w średniej odległości 2,28 j.a. Odkryta 18 kwietnia 1999 roku.